# Weltmeisterschaften im Bogenschießen 2013
Die Weltmeisterschaften im Bogenschießen 2013 wurden vom 29. September bis 6. Oktober in Belek, Türkei ausgetragen.

## Ergebnisse

### Recurvebogen
| Disziplin         | Gold                                                       | Silber                                                            | Bronze                                                          |
| ----------------- | ---------------------------------------------------------- | ----------------------------------------------------------------- | --------------------------------------------------------------- |
| Männer Einzel     | Lee Seung-yun                                              | Oh Jin-hyek                                                       | Crispin Duenas                                                  |
| Frauen Einzel     | Maja Jager                                                 | Xu Jing                                                           | Yun Ok-hee                                                      |
| Männer Mannschaft | Vereinigte Staaten Jake Kaminski Joe Fanchin Brady Ellison | Niederlande Rick van der Ven Rick van den Oever Sjef van den Berg | Frankreich Jean-Charles Valladont Gaël Prévost Thomas Faucheron |
| Frauen Mannschaft | Südkorea Yun Ok-hee Ki Bo-bae Chang Hye-jin                | Belarus Alena Tolkatsch Kazjaryna Zimafejewa Hanna Marussawa      | Dänemark Anne Marie Laursen Maja Jager Carina Christiansen      |
| Mixed Mannschaft  | Südkorea Oh Jin-hyek Ki Bo-bae                             | Vereinigte Staaten Khatuna Lorig Brady Ellison                    | Chinesisch Taipeh Tan Ya-ting Kuo Cheng-wei                     |

### Compoundbogen
| Disziplin         | Gold                                                     | Silber                                                        | Bronze                                                              |
| ----------------- | -------------------------------------------------------- | ------------------------------------------------------------- | ------------------------------------------------------------------- |
| Männer Einzel     | Mike Schloesser                                          | Pierre-Julien Deloche                                         | Alexander Dambajew                                                  |
| Frauen Einzel     | Kristina Berger                                          | Ivana Buden                                                   | Gerda Roux                                                          |
| Männer Mannschaft | Dänemark Patrick Laursen Stephan Hansen Martin Damsbo    | Patrick Roux D.P. Bierman Gabriel Badenhorst                  | Frankreich Dominique Genet Pierre-Julien Deloche Sebastien Brasseur |
| Frauen Mannschaft | Kolumbien Alejandra Usquiano Sara López Aura María Bravo | Niederlande Inge van Caspel Irina Markovic Martine Couwenberg | Frankreich Sandrine Vandionant Pascale Lebecque Sophie Dodémont     |
| Mixed Mannschaft  | Italien Marcella Tonioli Sergio Pagni                    | Russland Albina Loginowa Alexander Dambajew                   | Vereinigte Staaten Erika Jones Jesse Broadwater                     |

## Medaillenspiegel
| Platz  | Land               | Gold | Silber | Bronze | Gesamt |
| ------ | ------------------ | ---- | ------ | ------ | ------ |
| 1      | Südkorea           | 3    | 1      | 1      | 5      |
| 2      | Dänemark           | 2    | –      | 1      | 3      |
| 3      | Niederlande        | 1    | 2      | –      | 3      |
| 4      | Vereinigte Staaten | 1    | 1      | 1      | 3      |
| 5      | Deutschland        | 1    | –      | –      | 1      |
| 5      | Italien            | 1    | –      | –      | 1      |
| 5      | Kolumbien          | 1    | –      | –      | 1      |
| 8      | Frankreich         | –    | 1      | 3      | 4      |
| 9      | Russland           | –    | 1      | 1      | 2      |
| 9      | Südafrika          | –    | 1      | 1      | 2      |
| 11     | Belarus            | –    | 1      | –      | 1      |
| 11     | China              | –    | 1      | –      | 1      |
| 11     | Kroatien           | –    | 1      | –      | 1      |
| 14     | Chinesisch Taipeh  | –    | –      | 1      | 1      |
| 14     | Kanada             | –    | –      | 1      | 1      |
| Gesamt | Gesamt             | 10   | 10     | 10     | 30     |